# Агадез
Агадез или Агадес (фр. Agadez) је највећи град на северу Нигера, у Сахари, на координатама 13°16′58″С и 2°7′59″И. Према попису из 2005. године има 88.569 становника.
Град је основан у 14. веку и једно је од најважнијих места Туарега.